# Luis Salvarezza
Luis Alberto Salvarezza (n. Concepción del Uruguay, Provincia de Entre Ríos; 24 de enero de 1957), poeta, ensayista, escritor y artista plástico argentino.
Su obra poética se encuentra entre las veteranas de todo Entre Ríos. Integra más de 60 antologías y ha sido reconocido por su trabajo en más de 30 ocasiones. Es miembro de la Sociedad Argentina de Escritores y  ha recibido la Faja de Honor de la SADE.
Ha dictado Cursos y Conferencias sobre Historia del Arte, Artesanía y Literatura Entrerriana y ha sido miembro activo en innumerables Congresos: Con "Una poética del despojamiento" en el Congreso Franco Uruguayo en La Nouvelle Sorbonne, París, 1987; con "A partir de los gauchos judíos de  Alberto Gerchunoff" en el Congreso de "Inmigración y Colonización en la República Argentina", Bs.As., 1989, sobre "Artesanía regional" en los Encuentros del MERCOSUR y sobre el mismo tema Becario de Instituto Hispánico, entre otros. Coordinador de los Juegos Nacionales de Lectura "Leopoldo Marechal" (1997 y 1998).

## Obra

### Obra literaria
- 1984- De los orígenes ardientes (Primer Premio Nacional "Rubén Darío" - Fundación Baha'i, Bs.As., 1985)
- 1986- "Doce+Doce/Doce" (Primer Premio Nacional "Editorial Alfa", Bs.As., 1986)
- 1987- "Bestiario elemental"
- 1988- "Katherine Mansfield y otros poemas"
- 1994- "No es un castillo" (Mención Nacional Ediciones "La Piedra Movediza", Tandil, Bs.As., 1994)
- 1996- "Entre el amor y la muerte"
- 1996- "5 poemas"
- 1997- "El Cosmos Chané de Luisa Pereyra"
- 1997- "De los itinerarios"

### Obra plástica
- "Reminiscencia Solar"
- "La Muerte del Toro"
- "Desde las raíces"
- "De las espesuras"
- "Latidos de la piel y la naturaleza"
- "Osadías de un poeta"
- "De las nereidas y otras fabulaciones"
- "De escamas y plumas"

## Premios
- Faja de Honor de la S.A.D.E (1991);
- Premio Binacional Argentina-México (1992);
- Primer Premio Regional Casa de la Cultura de Alvear (1996) ,
- Mención Premio "Antonio Nelson Romera" (1997),
- Tercer Premio Nacional "José Ignacio Fridman" de la Fundación Argentina de la Poesía (1998),
- Primer Premio Provincial "Dora Buschiazzo de Hoffmann (2001).
- Becario del Fondo Nacional de las Artes en Investigación Literaria (1987).

## Colaboraciones
- "Repertorio Latinoamericano" (Bs.As.),
- "Debate en la Cultura" (Bs.As.),
- "La Silla Tibia" (Bs.As.),
- "Empireuma" (España),
- "Hora de Poesía" (España),
- "El Tren Zonal" (E.R.),
- "El Mirador"(E.R.)
- "La Prensa" (Bs.As.)
- "La Voz" (E.R.).